# چاخماق چوخور
چاخماق چوخور یک روستا در ایران است که در دهستان ارشق غربی واقع شده‌است. چاخماق چوخور ۵۴ نفر جمعیت دارد.